# Вениг, Павел Карлович
Павел Карлович Вениг (29 октября 1870, Санкт-Петербург — 1 февраля 1942, Ленинград) — русский и советский живописец немецкого происхождения, сторонник академизма, третьестепенная фигура среди петербургских художников времён Серебряного века, педагог; младший сын Карла Венига.

## Биография
Родился в Санкт-Петербурге. Младший сын известного живописца Карла Богдановича Венига. Мать — Марияна Григорьевна Вениг (Венстонни). 14 декабря 1870 года был крещён в римско-католической церкви Святой Екатерины и наречён Павлом-Фиделисом.
С 1878 года учился в гимназии Карла Мая, где в это время преподавал его отец, а затем родной дядя, художник Пётр Богданович Вениг (1849—1888).

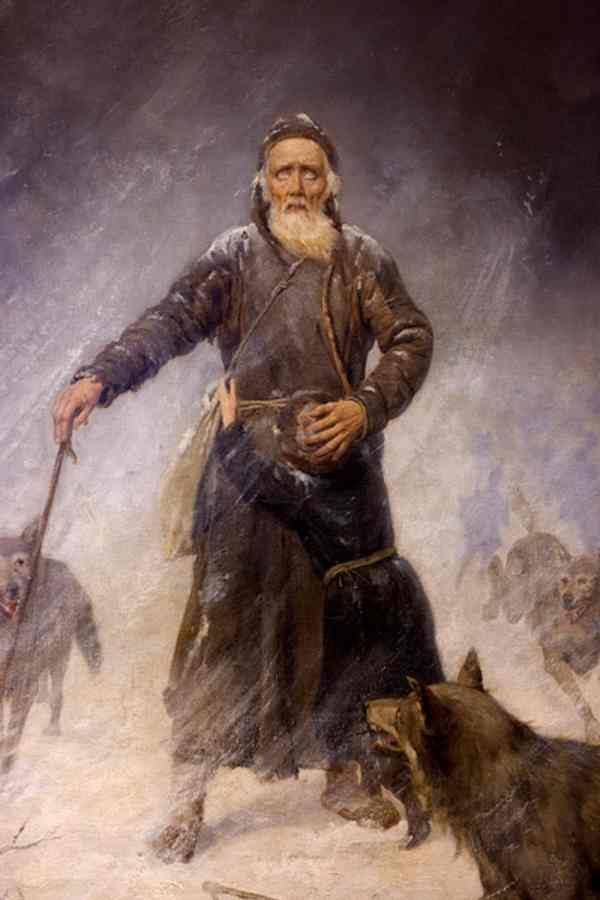
«Дедушка, спаси!» 1902.

В 1887 году поступил в Императорскую Академию художеств. Учился у мастеров Богдана Виллевальде и Павла Чистякова. В 1889 году получил две малые серебряные медали, а в 1890 и в 1891 году две большие серебряные медали за рисунки и этюды с натуры. В 1888—1892 годах занимался в натурном живописном классе и одновременно в классе исторической живописи. В 1891 году был удостоен третьей премии за исторический эскиз «Эсфирь перед Артаксерксом», в 1892 году — второй премией за картину «Изгнание Христом торгующих из храма». В 1892 году удостоен Советом Академии художеств первой премии за эскиз «Бунт раскольников в Москве в 1682 году». В марте этого же года Вениг принял решение о переходе в православие.
По окончании Академии художеств экспонировался на академических выставках, затем на ежегодных выставках Санкт-Петербургского общества художников и ряде других. Являлся членом общества «Мюссаровские понедельники», Общества русских акварелистов, Общества учителей рисования, «Санкт-Петербургского общества художников».
В 1893 году перенёс инфекционное заболевание, вследствие чего потерял слух на левое ухо и не смог сдать академический научный курс, поэтому не был удостоен звания классного художника 3-й степени. В 1898 году ему было выдано свидетельство на право преподавания рисования. Он преподавал рисование в Смольном и Александровском институтах, в Санкт-Петербургском училище глухонемых.
Работал как исторический живописец, жанрист, портретист и пейзажист.
Неоднократно бывал в Украине с женой Раисой Александровной и детьми Николаем и Верой, летнее время проводил на дачах под Санкт-Петербургом, в посёлке Мартыновка, в Сорочкино, в селе Никольском и др. Многие произведения навеяны впечатлениями от поездок в Крым, Италию («Утро на озере Гарда», «Южный город» и др.).

«Устала!» 1915. (Открытка. 1916)

В 1900-е годы проживал по адресу Санкт-Петербург, Подрезова, 26 Б.
Работы Павла Карловича Венига неоднократно публиковались в журнале «Нива», издавались в виде открытых писем.
В 1901—1902 годах выполнил эксизы с изображениями апостолов для оконных витражей собора Двунадесяти Апостолов Свято-Иоанновского монастыря на Карповке.
Являлся почётным членом Совета Санкт-Петербургских детских приютов, членом Общества взаимного вспоможения русских художников.
Весной 1919 года участвовал в Первой Государственной свободной выставке произведений искусства, проходившей в 17 залах Зимнего дворца, участниками которой стали 359 авторов.
Последние годы своей жизни, будучи тяжело больным, продолжал творческую деятельность — писал акварели для Педиатрического института и академика Е. Н. Павловского, для библиотеки которого даже создал эклибрис. После начала Великой Отечественной войны остался в блокадном Ленинграде.
Скончался 1 февраля 1942 года после пожара в доме № 17 на Нижегородской улице, где он жил c 1916 года. В пожаре погибла часть творческого наследия художника.
Похоронен на Пискарёвском кладбище, братская могила 9.

## Творчество

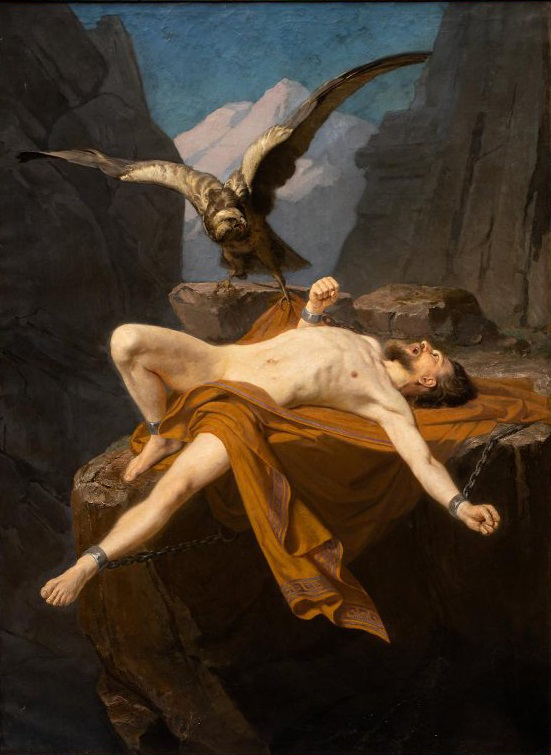
Прометей прикованный. 1892

Павлом Венигом было написано более 200 картин, акварелей и этюдов, часть которых находятся в частных собраниях и музеях России и стран СНГ, в том числе: в Русском музее, Таганрогском государственном литературном и историко-архитектурном музее-заповеднике, Саратовском художественном музее имени А. Н. Радищева, Самарском областном художественном музее.
Наиболее известные картины Павла Венига:
- Дипломная работа — «Прометей прикованный» (1892) — в 1898 году он передал эту картину в Публичный музей Самары, откликнувшись на просьбу самарского купца и мецената Константина Головкина поддержать формирующийся художественный отдел музея[22].
- «Дедушка, спаси!» (1902)[23] — была приобретена коллекционером Иваном Петровичем Свешниковым. В настоящее время находится в постоянной экспозиции Переславского музея-заповедника.
- «Устала!», выставлялась на выставке «Петроградского общества художников», где была приобретена неизвестным меценатом для музея А. П. Чехова в городе Таганроге[24].

Другие работы:

«Примут ли?» 1909.

- 1890-е гг.: «Портрет отца Карла Богдановича», «Вид на Днепр из царского сада в Киеве», «Натюрморт», «Смерть Озы»;
- (1899): «Доволен», «Hе он»;
- (1902) «Это Он!», «В минуту свободы»;
- (1906) «Похороны в деревне»;
- (1907) «Портрет г-жи В» /Р. А. Вениг/;
- (1908) «Барин», «Тихий уголок», «На рынок» (сгорела в 1942 году);
- (1909) «Примут ли?»;
- (1912) «Прошлое»;
- (1913) «У колодца» (сгорела в 1942 году), «Нашел», «Автопортрет»;
- (1918) «В лесу», «Ласка волн», «Прибой».

## Семья
- Жена — Раиса Александровна Вениг (в девичестве Дмитренко), (1879—1942).
  - Сын Николай.
    - Внук Пётр Вениг[25].
      - Правнучка Ольга Вениг.

    - Внучка Лидия Вениг.

  - Дочь Вера (в замужестве Емельянова).